# 小行星11967
小行星11967（11967 Boyle）是一颗绕太阳运转的小行星，为主小行星带小行星。该小行星于1994年8月12日发现。

## 轨道参数
小行星11967的轨道半长轴为2.7451309 UA，离心率为0.025。